# Christian Müller (historicus)
Christian Müller (Witten, 24 april 1976) is een Duitse historicus. Hij heeft een Master of Studies van de Universiteit van Oxford. Tussen 2007 en 2008 was hij gastwetenschapper aan het Centre for History and Economics, Magdalene College, Cambridge. In 2013 publiceerde de voormalige onderzoeker aan de Westfaalse Wilhelms-Universiteit samen met de historicus Thies Schulze een essaybundel "Grenzüberschreitende Religion (Grensoverschrijdende Religie)". Hij was ook docent moderne geschiedenis aan deze universiteit. Hij was gastdocent aan de Universiteit Gent.
In augustus 2015 verhuisde hij naar Ningbo, Volksrepubliek China. Hij gaf zichzelf de Chinese naam "Mù Zhèngdé" (穆正德). Christian Müller was Associate Professor Moderne Europese en Internationale Geschiedenis aan de Universiteit van Nottingham Ningbo China (UNNC). Hij was mededirecteur van het Centre for Advanced International Studies en directeur van het Global Institute for Silk Road Studies aan de UNNC. Hij werd in november 2018 verkozen tot Fellow van de Royal Historical Society. In februari 2023 werd hij ontslagen bij de UNNC, waar hij sinds augustus 2015 werkte, omdat het Chinese ministerie van Onderwijs in december 2022 beweerde dat zijn doctoraat vals was.